# Psilotris batrachodes
Psilotris batrachodes är en fiskart som beskrevs av Böhlke, 1963. Psilotris batrachodes ingår i släktet Psilotris och familjen smörbultsfiskar. Inga underarter finns listade i Catalogue of Life.